# El soborno del cielo
El soborno del cielo es una película colombiana estrenada el 17 de marzo de 2016. Dirigida por Lisandro Duque Naranjo y protagonizada por Germán Jaramillo, Guillermo García Alvarado, Wilderman García, Santiago Londoño y Milady Dau, la película fue agregada al catálogo de Netflix.

## Sinopsis
La película está ambientada en la Colombia de finales de la década de 1960. La familia de un suicida decide enterrarlo en un camposanto desafiando la autoridad del sacerdote del pueblo. Como represalia, el sacerdote decide dejar de administrar los sacramentos, dejando una cantidad de niños sin bautizar y matrimonios que no se pueden materializar. La familia del suicida decide mudar el cadáver con el compromiso de que todos los cuerpos de los suicidas sean trasladados.

## Reparto
- Germán Jaramillo es el párroco.
- Guillermo García Alvarado es Alfer.
- Wilderman García es Byron.
- Santiago Londoño es Daniel.
- Milady Dau es Fabiola.
- Vicente Luna es el capitán Casallas.